# یانا بلوموینا
یانا بلوموینا (اوکراینی: Яна Беломоіна؛ زادهٔ ۲ نوامبر ۱۹۹۲) دوچرخه‌سوار اهل اوکراین است.
وی در مسابقات کشوری و بین‌المللی در مجموع برندهٔ ۲ مدال طلا، ۳ مدال نقره، ۲ مدال برنز شده‌است.

## حرفه
او دوچرخه سوار بوده است. 